# 교향곡 6번 (하이든)

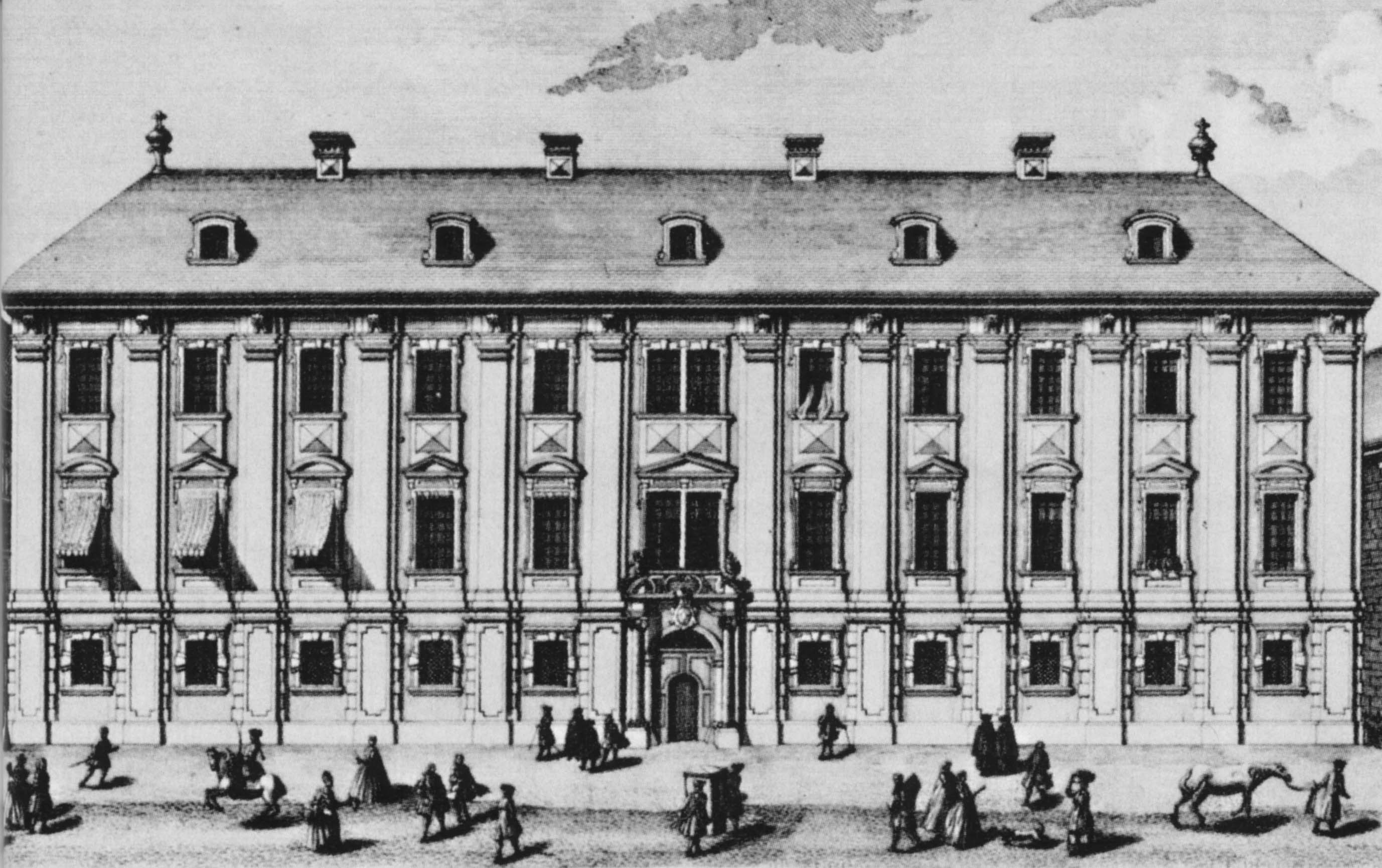
교향곡이 초연된 궁전

《교향곡 6번 라장조 Hob.l:6 '아침'》은 요제프 하이든의 교향곡이다. 교향곡 7번 '낮', 교향곡 8번 '밤'과 함께 3부작에 속한다.

## 개요
1761년 5월 1일에 하이든이 빈에세 남동쪽으로 45km에 위치한 아이젠슈타트에 큰 성을 가진 헝가리의 대귀족 에스테르하지 후작가(家)의 부악장으로 취임한 것은 그의 교향곡 창작에도 큰 변화를 가져 왔다. 부악장의 직무상 작곡에서 악기의 보관에 이르기까지 악장이 담당하는 교회음악을 제외하고는 후작가의 모든 음악 업무를 맡아야 하는 힘든 일이었지만, 하이든은 의욕적인 교향곡을 척척 발표해냈다. 하이든이 악장으로 승진되는 1766년 전까지 4년 동안의 부악장 시절에 작곡된 교향곡 수는 자필악보에 의해 작곡 연대가 증명되는 10곡을 합쳐 25곡으로 추정된다.
1762년의 에스테르하지 후작가 관현악단의 정규 악단원은 14명에 불과했으나 이 시기의 교향곡의 악기편성을 고려해볼 때 호작가의 교회 음악가들 중에서 현악기 주자, 군악대에서 트럼펫과 타악기 주자, 그리고 이곳에 거주하는 음악가들을 선발해 관현악을 수시로 강화했을 것으로 추측 된다. 그러나 주목할 일은 관현악의 규모보다도 오히려 높은 기술이었을 것이다. 부악장 시절의 하이든이 에스테르하지가의 악원들을 위해 여러 가지 협주곡을 작곡했던 것도 관현악의 수준이 높았음을 말해준다. 그래서인지 이 시기의 교향곡에서는 각 악기의 고도의 기교를 발휘하게 만드는 협주곡 양식과 디베르티멘토 유형에 알맞는 악기법을 적극적으로 도입한 작품도 눈에 띈다. 이러한 새 시대의 숨결을 알리는 양식과 함께 하이든의 바로크 음악에 대한 관심은 한층 깊어져, 교향곡 30번 '할렐루야'에서 그레고리오 성가를 주제의 소재로 한 것을 비롯, 푸가와 소나타 형식의 융합, 캐논에 의한 미뉴에트 등 수많은 실험을 시도하였다.
신, 구 두 양식을 재검토하여 새로운 교향곡 양식을 창조해내려고 애쓴 부악장 시절의 하이든의 의욕적인 자세가 최초로 나타난 작품은 각각 하이든이 〈아침, 낮, 밤〉으로 표제를 붙인 제6, 7, 8번의 3부작일 것이다. 부악장에 취임한 해인 1761년으로 작곡 연대가 기입된 자필악보가 보존되어 있는 곡은 제7번 《낮》뿐이다. 한편 만년의 하이든을 찾아가 그와 이야기한 것을 바탕으로 C. 디스가 1810년에 출판한 〈오제프 하이든의 전기적 보고〉에 의하면, 하루의 시각을 소재로 한 착상은 파울 안톤 에스테르하지 후작에 의한 것이었다고 한다. 이러한 사료를 고려할 때 제6, 7, 8번은 분명한 3부작이며, 하이든의 창작 의욕을 고무시킨 부악장 취임 작품일 가능성도 충분하다.
〈아침, 낮, 밤〉의 3부작은 오늘날 일반적으로 교향곡으로 불리는데, 독주악기를 많이 쓰는 악기 편성과 오케스트레이션은 합주협주곡에 가까우며 관악기를 독주악기로 애용하는 서법이나 악장 구성 등은 디베르티멘토에 토한다. 3부작이 교향곡으로 분류된 원인은 1805년에 하이든의 사보가였던 엘슬리에 의해 제작된 '하이든 목록'에 교향곡이라고 기재되었기 때문일 것이다. 3부작을 교향곡으로 볼 수 있느냐의 여부는 별도로 하더라도, 교향곡의 규범에서는 포괄할 수 없는 다채로운 양식적 특징을 지닌 흥미로운 일련의 작품군이며 바로크와 초기 고전과의 접점이 형성된 곡집이라고 할 수 있다.

## 연주시간
- 약 21분

## 편성
플루트, 오보에2, 바순, 호른2, 하프시코드(임의사용), 독주 바이올린, 독주 첼로, 독주 더블베이스, 현5부

## 구성

### 제1악장 Adagio-Allegro
표제에 어울리는 일출을 연상케 하는 6마디의 서주로 시작한다. 주제는 소나타 형식이다. 8마디의 경쾌한 제1주제는 전반 독주 플루트, 후반 두 개의 독 주 오보에로 제시된다. 이 제1주제의 첫머리 음형은 경과구나 발전부에서도 많이 상용되며 악장 전체에 통일감을 주고 있다. 잛은 경과적 제2주제에서는 바이올린이 중심이 되며, 목관악기가 매혹적인 색체를 덧붙인다. 제1주제를 주로 사용하는 발전부는 다소 경과적인 성격이 강하며, 제시부의 반 이하의 규모를 지닌 재현부가 이어진다.

### 제2악장 Adagio-Andante-Adagio
사장조 서주부는 독주 바이올린이 레치타치보처럼 활약한다. 제주제와 선율미만으로 계속되는 제2주제를 중심으로 독주 바이올린과 첼로과 우아한 응답을 한다. 서주부 첫머리의 음계적 소재에 새로운 음형을 덧붙이면서 끝난다.

### 제3악장 Menuet
미뉴에트와 트리오는 각각 3부분 형식을 취하고 있는데, 독주악기를 충분히 살린 콘체르토네 특유의 오케스트레이션이 눈에 띈다. 미뉴에트 주제는 플루트로, 트리오 주제는 독주 바순과 독주 첼로로 연주되며, 이들은 조성적으로도 선명한 대비를 이루고 있다.

### 제4악장 Finale,Allegro
소나타 형식, 상호 성격적으로 대조적인 제1주제와 제2주제를 중심으로, 간결한 소나타 형식의 틀 속에서 독주악기의 개성을 재치있게 발휘시키는 마지막 악장은 바로크의 합주 협주곡이나 프랑스의 협주교향곡과도 다른 콘체르토네다운 특유의 매력이 넘쳐흐른다.

## 참고 문헌
- 《작곡가별 명곡해설 라이브러리》 14권 '하이든' 〈음악지우사〉 (音樂世界)